# Heinrich Schaub (Fußballspieler)
Heinrich Ludwig Schaub, genannt Ben(n), (* 4. Dezember 1911 in Kaiserslautern; † 19. August 1943 bei Ikoschutowa) war ein deutscher Fußballspieler.

## Leben
Der kaufmännische Angestellte bei der Kaiserslauterer Nähmaschinenfirma Pfaff spielte seit 1925 beim FV 1900 Kaiserslautern Fußball. In der Saison 1928/29 stand er erstmals im Kader der ersten Herrenmannschaft, die damals in der zweitklassigen Kreisliga Hinterpfalz antrat. 1929 fusionierte der FV 1900 mit Phönix Kaiserslautern zum FV/Phönix Kaiserslautern. Ab der Saison 1930/31 wird Schaub im Kader der ersten Mannschaft dieses Vereins geführt (Bezirksliga Saar). Der 1931 in 1. FC Kaiserslautern umbenannte Klub wurde 1940 und 1942 Meister der Gauliga Südwest (Staffel Saarpfalz) bzw. Gauliga Westmark, wie die höchste Spielklasse in der Region jeweils zu dieser Zeit bezeichnet wurde. Während der FCK 1940 im darauffolgenden Ausscheidungsspiel gegen Kickers Offenbach verlor, berechtigte der erste Platz 1942 zur Teilnahme an der Endrunde um die deutsche Meisterschaft. Dort schied man im Achtelfinale gegen den späteren Deutschen Meister FC Schalke 04 aus. Schaub wird ein erheblicher Anteil an den Erfolgen in jener Zeit zugeschrieben. Zuletzt war er auch Spielführer der Mannschaft gewesen.
Die folgende Spielzeit 1942/43 war die Letzte des Fußballers Heinrich Schaub. Am 19. August 1943 starb er „im Kampfe um die Bahnlinie Jussiana-Poljana, ostwärts Ikoschutowa, das ist ein Dorf südl. Charkow“.